# Митридатит
Митридати́т — минерал, водный фосфат железа и кальция. Впервые обнаружен в Крыму, на горе Митридат, чем и обусловлено его название.

## Открытие
В 1910 году в ходе геологических исследований в Крыму, в районе горы Митридат учёным-геологом С. П. Поповым был открыт и впервые описан без названия минерал, получивший в 1914 году название по имени горы — митридатит. Название «митридатит» было предложено П. А. Двойченко для светло-зелёного землистого минерала после того, как он был детально изучен, вследствие чего были получены показания, что он является самостоятельным минеральным видом.
Митридатит из Керченских железорудных месторождений входит в коллекцию основного фонда Минералогического музея им. А. Е. Ферсмана и коллекцию минералов Севастопольского Музея камня

## Описание
В породах находится в виде прожилков — землистых или плотных агрегатов неправильной формы. Мощность прожилков от пяти сантиметров и до десятков метров (по простиранию). Может развиваться псевдоморфно, пропитывать основные скопления руды, выступать в виде оболочки на поверхности оолитов. Как продукт кристаллизации из растворов (в виде сферолитовых корок с почковидной поверхностью) встречается реже.

## Происхождение
Минерал был найден в окисленных рудных пластах месторождения на мысе Камыш-Бурун (выведен из эксплуатации) и в природных обнажениях на Яныш-Такильском месторождении (побережье Керченского пролива) вместе с другими минералами на Керченском полуострове. Самые известные — митридатит, керченит, боспорит и алуштит — были впервые в мире обнаружены в Крыму, поэтому названы по имени места первой находки.
Железные руды Керченского полуострова были образованы на стадии эпигенеза, в процессе перераспределения вещества в породе. В ходе дальнейшего преобразования минералов в зоне окисления железных руд образовывались минералы по типу анапаита, митридатита, вивианита и другим.
Происхождение осадочное либо гидротермальное. Осадочный митридатит встречается среди лимонита в оолитовых железных рудах в ассоциациях с вивианитом и анапаитом, образует псевдоморфозы по анапаиту; гидротермальный — как поздний минерал в пегматитах (продукт изменения минерала трифилина) и в кварцевых жилах.

## Свойства
Минерал растворим в горячих кислотах. Кроме научного, практического значения минерал не имеет .